# Strange Interlude (1932)
Strange Interlude is een Amerikaanse film uit 1932 onder regie van Robert Z. Leonard. De film is gebaseerd op het gelijknamige toneelstuk van Eugene O'Neill, die in 1928 in première ging.

## Verhaal
De film speelt zich vlak na het einde van de Eerste Wereldoorlog af. Schrijver Charlie Marsden keert terug naar zijn woonplaats in New England om Nina Leeds te bezoeken, de vrouw op wie hij stiekem verliefd is. Zij verkeert echter in hysterische staat, omdat haar geliefde Gordon pasgeleden is omgekomen bij een vliegramp. Als ode aan haar overleden partner is ze van plan naar Boston te verhuizen, om als zuster te werken in een sanatorium.
Een jaar gaat voorbij. Nina keert voor het eerst sinds haar vertrek terug naar huis, omdat haar vader dodelijk ziek is geworden. Samen met haar collega's dokter Ned Darrell en Sam Evans, arriveert ze in de stad. Op dat moment is haar vader inmiddels al overleden. Ze staat op het punt om te trouwen met Sam, maar houdt eigenlijk nog te veel van Gordon om zich in de handen van een andere man te storten. Ze geeft aan Charlie toe dat ze een losbandig imago heeft opgebouwd in Boston. Hij realiseert zich dat Nina bij een sterke man moet zijn om niet ontspoord te raken en adviseert haar te trouwen met Sam.
Nina hoopt dat een normaal leven als huisvrouw haar zal helpen om over de dood van Gordon heen te komen en geeft niet veel later het jawoord aan Sam. Op de dag van hun bruiloft vertelt Sams moeder echter dat er krankzinnigheid in de familie heerst. Nina realiseert zich dat haar baby waarschijnlijk ook krankzinnig zal worden en krijgt het advies een kind te krijgen van een andere man, zonder Sam hierover in te lichten. Ze besluit naar bed te gaan met Ned. Ze worden al snel verliefd op elkaar, maar proberen hun gevoelens te onderdrukken.
Terwijl Ned naar Europa verhuist, bevalt Nina van zijn zoon, die ze Gordon noemt. Een jaar later keert Ned terug om haar te vragen met hem mee te gaan. Nina realiseert zich dat het Sams geluk zou vernietigen en weigert zijn aanbod. Ned besluit om in de stad te blijven om haar ooit voor zich te winnen. Gordon groeit ondertussen op tot een jonge atleet en heeft een hekel aan Ned. Ned staat op het punt te trouwen met Madeleine, maar Nina smeekt hem dit niet te doen. Ze vertelt Charlie in vertrouwen dat Ned de vader van Gordon is.
Ondertussen wint Gordon een atletiekwedstrijd. Sam wordt overmand door met vreugde en overlijdt ter plekke aan een hartaanval. Vlak na de begrafenis maakt Gordon zijn plannen bekend te trouwen met Madeleine. Ned is razend als hij dit hoort en de twee raken beland in een gevecht. Nina probeert ze te stoppen en schreeuwt uit dat Ned zijn vader is. Gordon snapt echter niet wat ze zegt. Ze probeert het uit te leggen, maar Ned houdt haar tegen. Hij vertelt na Gordons vertrek dat ze Sams naam niet mogen aantasten. Ned vertrekt niet veel later en laat Nina achter in de armen van Charlie.

## Rolverdeling
| Acteur             | Personage                 |
| ------------------ | ------------------------- |
| Norma Shearer      | Nina Leeds                |
| Clark Gable        | Dokter Ned Darrell        |
| Alexander Kirkland | Sam Evans                 |
| Ralph Morgan       | Charlie Marsden           |
| Robert Young       | Gordon Evans als jongeman |
| Tad Alexander      | Gordon Evans als kind     |
| May Robson         | Mevrouw Evans             |
| Maureen O'Sullivan | Madeline Arnold           |
| Henry B. Walthall  | Professor Leeds           |
| Mary Alden         | Mary                      |

## Achtergrond
Irving Thalberg en Norma Shearer zagen het toneelstuk in 1928 en wilden onmiddellijk een verfilming maken. Destijds regeerde echter nog het medium stomme film en ze realiseerden zich dat het nooit zou slagen als zwijgende film. In 1929, toen de geluidsfilm begon te overheersen, werd het project opnieuw ter sprake gebracht. Er waren geruchten dat Clarence Brown de verfilming zou regisseren, maar wegens vele vertragingen kreeg uiteindelijk Robert Z. Leonard de regietaak. Om een groter publiek aan te spreken, werd Clark Gable ingezet als Shearers tegenspeler. Het was de eerste film waarin hij te zien was met snor, een handelsmerk die hij in zijn gehele carrière zou houden.
De film werd echter een grote flop en bracht een teleurstellend bedrag op. Volgens Thalberg lag de oorzaak bij de regisseur. Hij vertelde dat als George Cukor hem had geregisseerd, het geheid een succes was geworden. Desondanks kreeg het lovende recensies. De film kreeg veel lof voor het gebruiken van een geluidsband van de stemmen van de acteurs, om hun gedachten duidelijk te maken voor de kijker. Dit was destijds niet eerder gebruikt. Vooral Shearer kreeg veel positieve reacties van de pers voor haar - naar hun mening - 'briljant acteerspel'. In Nederland werd de film in 1934 niet toegelaten door de filmkeuring, omdat het een 'lichtzinnige opvatting van het huwelijk' zou bevatten.